# Charity High1 Resort Open
Het Charity High1 Resort Open (Koreaans: 채리티 하이원리조트 오픈) is een jaarlijks golftoernooi voor vrouwen in Zuid-Korea, dat deel uitmaakt van de LPGA of Korea Tour. Het werd opgericht in 2008 en vindt sindsdien telkens plaats op de High1 Country Club in Jeongseon.
Het toernooi wordt gespeeld in een strokeplay-formule van drie ronden (54-holes).

## Winnaressen
| 2008                      | Seo Hee-kyung | 208           | –8            |                                |
| 2009                      | Ryu So-yeon   | 206           | –10           |                                |
| 2010                      | Ahn Shin-ae   | 137           | –7            | 36-holes (weersomstandigheden) |
| 2011                      | Geen toernooi | Geen toernooi | Geen toernooi | Geen toernooi                  |
| 2012                      | Geen toernooi | Geen toernooi | Geen toernooi | Geen toernooi                  |
| 2013                      | Geen toernooi | Geen toernooi | Geen toernooi | Geen toernooi                  |
| Charity High1 Resort Open |               |               |               |                                |
| 2014                      | Jang Ha-na    | 204           | –12           |                                |

| Toernooirecord |